# تاساکا ۶۸۷۳
سیارک ۶۸۷۳ (به انگلیسی: 6873 Tasaka، نامگذاری:1993HT1) شش هزار و هشتصد و هفتاد و سومین سیارک کشف شده‌است که در ۲۱ آوریل ۱۹۹۳ کشف شد.
قدر مطلق سیارک برابر ۱۴٫۱۰ است.